# Rustichello da Pisa

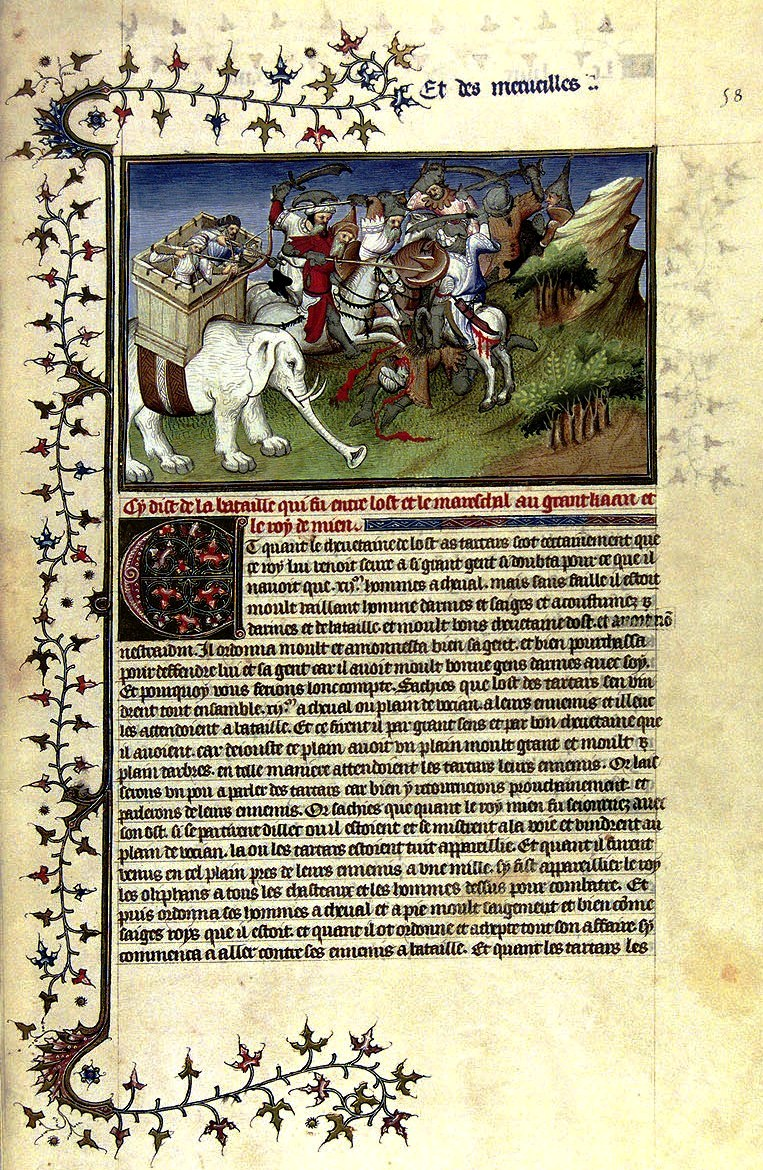
Marco Polo, Il Milione

Rustichello da Pisa (fl. XIII secolo) è stato uno scrittore italiano, vissuto nella seconda metà del XIII e l'inizio del XIV secolo, noto soprattutto per avere trascritto il resoconto dei viaggi di Marco Polo, conosciuto come Il Milione.

## Biografia
Rustichello, dopo avere appreso la lingua francese a Pisa e averne probabilmente perfezionato la conoscenza durante soggiorni in Inghilterra o in Terra santa, scrisse una compilazione in prosa di romanzi arturiani preesistenti entro il 1271 (Tristano in prosa e Lancelot-Graal). La fonte fu probabilmente un libro in possesso del re Edoardo I d'Inghilterra, che consegnò il volume a Rustichello durante il suo passaggio dall'Inghilterra alla Terra Santa per partecipare alla ottava crociata guidata dal re di Francia Luigi IX il Santo. La redazione più vicina all'originale è tramandata dal manoscritto fr. 1463 della Biblioteca nazionale di Francia , copiato a Genova alla fine del XIII secolo. In altri manoscritti più tardi il romanzo è stato interpolato con il Guiron le Courtois e diviso in due sezioni, intitolate Meliadus e Guiron le Courtois.
Rustichello, prigioniero a Genova in seguito agli eventi successivi alla battaglia della Meloria del 1284 tra le repubbliche marinare di Pisa e Genova, conobbe Marco Polo, anch'egli fatto prigioniero, forse nel 1298, in seguito alla sconfitta veneziana nella battaglia di Curzola. Durante la prigionia nelle carceri di Palazzo San Giorgio a Genova Marco Polo raccontò le memorie dei propri viaggi a Rustichello, il quale le trascrisse in lingua d'oïl ne Le divisament dou monde ("La descrizione del mondo"), noto con il titolo de Il Milione. La sua stesura del Milione è criticata per le frequenti ed evidenti inserzioni sia di episodi moraleggianti sia di battaglie che si succedono una uguale all'altra, di evidente derivazione dalle sue "opere" precedenti.
(Ettore Camesasca, Il Milione, Istituto Geografico DeAgostini, 1965, p.16)